# Plaxiphora australis
Plaxiphora australis är en blötdjursart som först beskrevs av Phillip J. Suter 1907.  Plaxiphora australis ingår i släktet Plaxiphora, och familjen Mopaliidae. Inga underarter finns listade.